# Richtfunkfeuer
Ein Richtfunkfeuer ist eine besondere Bauart des Funkfeuers, mit dessen Hilfe es möglich ist, einem Führer eines Seefahrzeugs eine Zufahrt zu einem Hafen oder durch eine Meerenge zu ermöglichen, z. B. bei unsichtigem Wetter oder Dunkelheit. Durch die universelle Verbreitung der Radartechnik sind Richtfunkfeuer heute weniger wichtig und kaum noch anzutreffen.

## Funktion
Ein Richtfunkfeuer besteht aus zwei Sendern auf unterschiedlichen Frequenzen, deren Kennung im Morsecode so gewählt ist, dass ein Dauerton zu hören ist, wenn beide Sender gleich stark einfallen. Wenn der Führer des Seefahrzeugs von dieser Linie abweicht, hört er das Morsezeichen des einen oder des anderen Senders, je nachdem, zu welcher Seite er abweicht. Er kann dann durch Steuern nach Back- oder Steuerbord die Ideallinie erreichen, auf der der Dauerton zu hören ist. Die Standorte der Sender müssen so platziert werden, dass sich das Gebiet der gleichen Feldstärke mit der Fahrrinne deckt.

## Beispiele
Ein Richtfunkfeuer existierte in Mukran auf Rügen, wurde aber durch moderne Schiffsradaranlagen überflüssig und gegen 1974 abgeschaltet.